# Rari Nantes Florentia
Rari Nantes Florentia est un club italien de natation et de water-polo, créé en 1904 à Florence.

## Histoire
Le club est fondé en 1904, il obtient 7 titres de champion national.
Le nom du club est tiré de la locution latine « Rari nantes in gurgite vasto », tirée d'un hémistiche de l'Énéide de Virgile (I, 118).
Les activités du Rari Nantes Florentia débutent en 1904 dans le fleuve Arno. De 1904 à 2009, les nageurs du club ont accumulé quatre-vingt-trois titres de champions nationaux.
En water-polo, introduit là par le Génois Pino Valle, le club n'a pas quitté la première division masculine depuis 1929 et a remporté neuf titres de champion, principalement pendant les années 1930 et 1940.
En 2000 et 2001, l'équipe masculine est vice-championne d'Italie perdant face au Circolo Nautico Posillipo. Cette place lui permet de participer et de remporter la coupe d'Europe des vainqueurs de coupe en 2001.

## Palmarès

### Plongeon féminin
- 7 titres de champion d'Italie par équipe : 1983, 1984, 1986, 1987, 1988, 1989 et 1990[4].

### Water-polo masculin
- 1 coupe d'Europe des vainqueurs de coupe : 2001[4].
- 9 titres de champion d'Italie : 1933, 1934, 1936, 1937, 1938, 1940, 1948, 1976 et 1980[4].
- 1 coupe d'Italie : 1976[4].